# Léon Sée
Léon Sée (Lille, 23 de septiembre de 1877-París, 20 de marzo de 1960) fue un deportista francés que compitió en esgrima, especialista en la modalidad de espada. Participó en los Juegos Olímpicos de París 1900, obteniendo dos medallas de bronce.

## Palmarés internacional
| Juegos Olímpicos | Juegos Olímpicos | Juegos Olímpicos  | Juegos Olímpicos        |
| Año              | Lugar            | Medalla           | Prueba                  |
| ---------------- | ---------------- | ----------------- | ----------------------- |
| 1900             | París (Francia)  | Medalla de bronce | Espada individual       |
| 1900             | París (Francia)  | Medalla de bronce | Espada individual (p/a) |